# Зонтаг, Егор Васильевич
Егор Васильевич Зо́нтаг (также Сантаг; 5 марта 1786, Филадельфия — 11 марта 1841, Одесса) — морской офицер, капитан над одесским портом и начальник одесского карантина, супруг Анны Петровны Зонтаг — племянницы В. А. Жуковского.

## Биография
Джордж Сайкс Зонтаг родился в Филадельфии. Его отцом был немецкий дворянин, Вильгельм Людвиг фон Зонтаг (родился в 1745 году в городе Пфорцхайм), служивший во французской армии в полку Руаяль Дё Пон. Вильгельм Людвиг прибыл в Американские колонии в составе корпуса Рошамбо для поддержки восставших колонистов. Оставшись жить в Америке он женился на Ханне Райт и поселился в Филадельфии (ныне на улице, где жили Зонтаги, располагается Паспортное агентство Филадельфии). Джордж Сайкс обучался морскому ремеслу и стал офицером морского флота США. Путешествуя по Европе, он приехал в Россию, где выразил желание поступить на службу в Черноморский флот.
13 марта 1811 года Зонтаг принят на русскую службу с чином лейтенанта флота. В ходе войны с Турцией на корабле «Правый», корвете «Крым» и фрегате «Магубей-Субхан» крейсировал у румелийских и анатолийских берегов, затем — между Дунаем и Севастополем.
Во время Отечественной войны командирован 17 декабря 1812 года в действующую армию в Могилёв. 27 марта 1813 года прикомандирован к Дерптскому конно-егерскому полку и назначен адъютантом командира 1-го корпуса генерала от инфантерии Ланжерона. Участвовал в осаде крепости Торн и за отличия произведён в капитаны и награждён прусским орденом «Pour le Mérite». За участие в сражении при Бауцене награждён 14 июня 1813 года орденом Святого Владимира 4-й степени с бантом. За отличия в сражениях при Кацбахе и Гольбере награждён чином майора. В следующем году участвовал в бою под Реймсом и во взятии Парижа.
После завершения антинаполеоновских войн он решил возвратиться на родину в США, что ему, однако, не удалось. После путешествия в Южную Америку он вернулся в Европу. Здесь Зонтаг встретился в Германии со своими родственниками, был представлен наследному вюртембергскому принцу, с которым был знаком ещё со времени службы в русской армии, и в свите последнего приехал в Петербург в 1816 году.
1 марта 1816 года Зонтаг был восстановлен на русской службе с чином капитан-лейтенанта (со старшинством с 7 августа 1813 года) и с назначением в Черноморский флот. По пути из Петербурга в Николаев он познакомился с Анной Петровной Юшковой, племянницей В. А. Жуковского, и женился на ней в 1817 году. В 1817—1818 годах служил на корабле «Париж», а 23 апреля 1820 года уволился со службы, с производством в капитаны 2-го ранга. Супруги Зонтаг жили в Николаеве (где общались с семейством Далей), в Крыму и в Одессе. Георг фон Зонтаг принял русское подданство, получив русское имя Егор Васильевич.
26 апреля 1822 года вновь принят на службу, с прежним чином капитан-лейтенанта. Служил на корабле «Норд-Адлер», командовал отрядом канонерских лодок и яхтой «Утеха». В 1823—1824 годах состоял флаг-капитаном при командующем Черноморским флотом адмирале Грейге на корабле «Император Франц». 21 июня 1826 года награждён орденом Святой Анны 2-й степени, а 6 декабря 1827 года произведён в капитаны 2-го ранга.
10 января 1828 года Зонтаг был назначен инспектором Одесской карантинной конторы и капитаном над Одесским портом. 29 мая 1828 года произведён в полковники, а 1 мая 1830 года — в действительные статские советники, с исключением из списков морского ведомства.
В дальнейшем служил в управлении Новороссийского и Бессарабского генерал-губернатора графа Воронцова в комиссии Новороссийских пароходов. Проявил незаурядную энергию при борьбе с эпидемией чумы в Одессе в 1837 году, за что награждён золотой медалью.
22 августа 1832 года награждён знаком отличия беспорочной службы за XV лет, 13 августа 1838 года — императорской короной к ордену Святой Анны 2-й степени, 22 августа 1839 года — знаком отличия беспорочной службы за XX лет, и 20 июля 1840 года — орденом Святого Владимира 3-й степени.
Умер Егор Васильевич Зонтаг 11 марта 1841 года.
Его супруга, Анна Петровна, была известной писательницей. Во время пребывания августейшей четы в Одессе она занималась с детьми царской семьи. После смерти мужа Анна Петровна возвратилась в село Мишенское. Дочь супругов Зонтаг, Мария Егоровна, вышла замуж за австрийского консула в Одессе, Людвига фон Гутмансталя, и позднее жила в Австрийской империи. Внук Егора Зонтага, Николай фон Гутмансталь-Бенвенути, написал и издал в Любляне в 1903 году биографический очерк своего деда. Потомки отца Егора Васильевича, Вильгельма Людвига фон Зонтага, до сих пор живут в США и Австралии.

## Е. В. Зонтаг в письмах

### В письмах В. А. Жуковского и Н. И. Гнедича
По поводу женитьбы Зонтага на Анне Юшковой, В. А. Жуковский пишет последней (приводятся отрывки из писем):
«Дерпт, конец 1816 г. Милая сестра, я хорошо сделал, что позамедлил ответить на ваше прелестное письмо: я бы верно много сказал вам пустого об Америке в своем ответе, о Ниагаре, о Гуронах, о квакерах Пенсильванских и о том большом змее, который заедает быков и тигров и который, кажется мне, не водится в Америке! всё это было бы медь звенящая и кимвал звяцаяй. Из вашего последнего письма к тётушке догадываюсь, что скромная Москва с мутной сестрицею Неглинною перебила у Ниагары!»
«4 февраля 1817 г. Милая Анета, что же это за Корсар? Вы пишете, что он всё у вас похитил — и мне это так кажется! он даже отнял у вас и перо. Вы не уведомляете нас о следствиях его высадки на берег Мишенского! Брошен ли якорь? Пропел ли он свое Te Deum, и пели ли у вас многия лета!»
Из письма Гнедича к Анне Зонтаг (отрывок):
«С.-Петербург, 20 февраля 1830 г. Одесса воскресает после страстей смертных и воскреснет, нет сомнения, к новой жизни. То-то забот и хлопот Егору Васильевичу; а ему это как коту масляница; он у вас, чаю, исхудал от бездействия навигации. Свидетельствуйте ему моё усердное почтение. Милую, добрую, умную (да это иначе и быть не может) Машеньку вашу целую от сердца за то, что она в зеркальной душеньке своей сохраняет непригожий лик мой. Радуюсь громко успехам её и тихо событию моего об ней гекзаметрического пророчества».

### Письмо А. П. Зонтаг о своём муже в Америку
В книге Николая фон Гутмансталь-Бенвенути приводится (оригинал на французском языке) следующее письмо Анны Петровны, написанное ей американским родственникам мужа после его кончины:
«11 апреля 1842. Я никогда не способна буду выразить всю мою признательность Вам, дорогой племянник, и моей дражайшей сестре, Вашей матушке, за то утешение, которое Вы дали моему бедному сердцу, прислав копию портрета моего покойного супруга. Этот дорогой образ не покидает меня ни днём, ни ночью, и часто я орошаю его своими слезами. Ах, мой милый Хэвилэнд, как я несчастна! Но, то что Вы все должны знать, те, кто так любил моего усопшего ангела, что я питала к нему ту же любовь, то же обожание, с первого дня нашей свадьбы до дня сегодняшнего. И сии чувства сохранятся во мне до последнего моего вздоха. Я говорю Вам сущую истину пред лицем Неба! Все мои помыслы, все мои действия, все мои чувствования направлялись к нему, и он знал об этом, он был в том уверен! Я старалась осчастливить его настолько, насколько это было в моих силах. Он был столь убеждён в моей любви, что за несколько дней до своей смерти сказал одной нашей знакомой: я не боюсь ничего, кроме как одной вещи, что я не найду моей Аннеты после нашей кончины, а я так хочу провести с ней рядом вечность. В свой последний день он сказал мне: моя бедная Аннета, каково будет тебе жить без меня! — О, Боже! и я жива! я пережила всё это. Я видела его последний выдох, я видела его умершим, я видела его в гробу, я смотрела и столько раз возвращалась на его могилу! И я всё ещё жива! — И всё-таки я так любила его! — Не проклинайте же меня, Вы все, кто также горячо его любил! Простите мне то, что я стала причиной его разлуки с Вами! Я бы последовала за ним в Америку, если б таково было его желание; но он остался здесь, не желая разлучать меня с моей родиной и с моими родителями; всё это он принёс в жертву мне! — Это было сердце благороднейшее и великодушнейшее! Душа столь чистая! Редко встретишь существо подобное ему: я же никогда вокруг себя не встречала подобных ему. А эта редкая доброта, эта ангельская нежность, эта самоотверженность, это терпение, это скромное достоинство, эта трогательная простота, воистину свойства величайшего достоинства! — О! Ваш дяденька был человеком редкостным! Его недооценивали; возможно, лишь одна я могла воздать ему должную справедливость, которую он заслуживал! Но к чему это! Ныне он счастлив одесную Отца нашего небесного! Да буду же я достойна соединиться с ним в сих светлых чертогах!
Мой дорогой Хэвилэнд! Я очень несчастна, что вы покинули Россию прежде, чем я могла обнять Вас! Но я уже не могу надеяться на какое-либо счастье! Более чем справедливо, что по смерти моего мужа мне уготованы лишь одни несчастья! Почему же чему-нибудь иному не быть мне уготованным, когда Господу было угодно взять к Себе моего ангела прежде меня! Когда Вы воротитель обратно в Америку, прошу Вас скажите Вашим родителям, Вашей матушке и Вашим тетушкам, моему брату Чарлзу Зонтагу, что я так сильно любила своего супруга, что сделала его счастливым, что он меня благословил в последнюю минуту своей жизни. Просите их не упрекать меня; я и без того теперь слишком несчастна! Их слёзы слились с моими! Просите их извинить мне то невольное зло, которому я была причиной! Поблагодарите Вашего дорогого батюшку за копию портрета моего мужа. Я всех их обнимаю, Ваших родителей, и Вас самого, моё дорогое дитя! Да благословит Вас Господь! В особенности я хочу обнять моего дорогого Чарлза Уэллса и заверить его в моей нежной дружбе! — Я до сих пор упустила время, чтобы выслать Вам портрет моей дочери; он оказался не очень хорош, но довольно похожим, хотя Машенька красивее своего портрета. С этой же почтой я посылаю также всё, что я могла собрать из орденов моего супруга. Хотя это и не все награды, а те лишь, которые я после его смерти не должна была возвращать орденскому капитулу. Вы найдете орден Pour le Mérite, орден Святого Владимира и две медали. Я прилагаю еще две печатки: та, что железная, это старинная фамильная, которую он привез из Штутгарта, а другая — с деревянной ручкой — которой он постоянно пользовался. Не могши послать Вам шпагу, как Вы желали, потому что почта не принимает предметов столь больших размеров, я хотела бы послать Вам черкесский ханджар очень хорошего качества, который Ваш дядюшка постоянно носил в качестве кортика во время своей морской службы. Вы желаете знать за какие заслуги он был пожалован орденами: крест св. Владимира 4-й степени с кокардой был ему дан в 1813 году за службу в кавалерии в конно-егерском дерптском полку за дело с французами в мае месяце того года дня, продолжавшееся 7, 8 и 9-го числа. Крест Pour le mérite ему был пожалован 7 августа того же года за взятие крепости Торунь, которой он содействовал в качестве инженера. В продолжении той же кампании ему был пожалован орден св. Анны 2-й степени, когда он был ранен в битве под Бауценом. 7 ноября все того же года он получил медаль в память 1812 года. Так как он принимал участие во взятии Парижа (ибо он прошел всю кампанию и участвовал в не менее чем тридцати различных сражениях), он удостоился медали за взятие Парижа. Затем, за счастливое избавление от чумы, свирепствовавшей в 1837 году, он получил золотую медаль, а в 1838 году за своё примерное усердие, выказанное им за время службы, получил орден св. Анны 2-й степени с короной и, наконец, в 1840 году орден св. Владимира 3-й степени за полезные труды, кои он оказал своему отечеству. Кроме сего, у него был знак за 25-летнюю беспорочную службу, но всё это пришлось возвратить в орденский капитул. — Ваш брат Чарлз был прав: я всегда хотела записать воспоминания моего мужа, и сколько раз я просила его рассказать мне события его жизни; но он отвечал, смеясь, что всё это вздор! что всё это никому, кроме меня не будет интересно, что ему потребуется так много времени, чтобы припомнить всё, что он видел и делал! когда-нибудь он всё мне расскажет! — а дни проходили… и вот всё завершилось! — Он поступил в русскую морскую службу в 1811 году и участвовал в кампании против Турции, во время которой корабль, где он служил, взял два турецких военных судна и три вражеских торговых; затем, в 1812 году он перевёлся в кавалерию и прошел всю французскую кампанию до 1814 года. Поступив на службу в чине лейтенанта, он вышел тогда в отставку в чине майора, получив прежде повышение за свои заслуги до штабс-капитана, капитана и, наконец, майора. В 1816 году он возвратился в морскую службу, перешел в 1825 году в Одессу вначале в качестве капитана над портом, впоследствии став инспектором карантина, и в конце служил при особе генерал-губернатора начальником пароходного сообщения. Он был неутомимым тружеником, а слишком сильное усердие его и погубило. Вот, мой дорогой Хэвилэнд, всё, что я могу Вам сообщить, касающееся службы Вашего дядюшки. — Я всё ещё довольно слаба, не телом, но душою! Все эти подробности стоили мне потоков слез. — Простите же меня за бессвязность этого письма. Я обнимаю Вас и шлю Вам моё благословение; примите же его, ибо оно исходит из материнского сердца. Прощайте! Пусть сопутствует Вам Господь Вседержитель!
Преданная Вам тётушка и друг.
Анна Зонтаг».